# Diego Corrales
Diego „Chico” Corrales (ur. 25 sierpnia 1977 w Sacramento, zm. 7 maja 2007 w Las Vegas) – amerykański bokser, były zawodowy mistrz świata organizacji WBC, IBA, IBF i WBO w wadze junior lekkiej i lekkiej.
Jako bokser debiutował w 1996 r., walką z Everettem Berrym, którego znokautował w 3 rundzie. Pierwszym tytułem mistrzowskim zdobytym przez Corralesa był pas organizacji IBA wywalczony w czterorundowej walce z Angelem Aldamą. W grudniu 1998 r., pokonał na punkty Gairyego St Claira, w ramach eliminacji do pojedynku o tytuł mistrza świata w wadze junior lekkiej, organizacji IBF, a 23 października 1999 r., pokonał przez nokaut mistrza świata Roberto Garcie, po 7 rundowej walce podczas gali boksu w MGM Grand.
Po raz pierwszy Corrales, przegrał walkę 20 stycznia 2001 r., pięciokrotnie zwalany na matę przez Floyda Mayweathera Jr., w walce o mistrzostwo świata organizacji WBC. Kolejną wielką walką, a zarazem porażką Corralesa był pojedynek który odbył się 4 października 2003 r., z Joelem Casamayorem, który pokonał „Chico”, przez techniczny nokaut w 6 rundzie. Rewanż między oboma bokserami odbył się pół roku później i tym razem zwycięzcą okazał się Corrales zdobywając tytuły mistrzowski WBO oraz IBA w wadze junior lekkiej.
Ostatnim pojedynkiem „Chico”, była przegrana na punkty walka z Joshua Clotteyem, w której dwukrotnie trafiał na deski.
Diego Corrales, zginął śmiercią tragiczną w wypadku drogowym 7 maja 2007 r., ok. godziny 22 w Las Vegas, gdy jadąc ze znaczną prędkością niedawno kupionym motocyklem Suzuki GSXR 1000, uderzył w tył jadącego przed sobą samochodu i został wyrzucony na przeciwległy pas. Bokser zmarł na miejscu.